# Tassa
Een tassa is in het Caraïbisch gebied een soort muziekensemble in de Hindoestaanse muziek. Als instrumenten worden grote trommels gebruikt en de optredens vinden vaak tijdens Hindoestaanse bruiloften plaats.
Door de Hindoestaanse herkomst zijn tassa's veelal te vinden in landen waar in de 19e eeuw contractarbeiders uit met name Bihar en Uttar Pradesh naartoe gingen, zoals Suriname, Trinidad en Tobago en Guyana. De artiesten brengen een combinatie van Noord-Indiase drumtradities voort, waaronder vooral de dhol-tasha, een stijl die begin 21e eeuw ook populair is gebleven in India en Pakistan.